# Conistra luteodecorata
Conistra luteodecorata là một loài bướm đêm trong họ Noctuidae.